# Gruszów (Myślenice)
Pour les articles homonymes, voir Gruszów.
Gruszów est une localité polonaise de la gmina de Raciechowice, située dans le powiat de Myślenice en voïvodie de Petite-Pologne.